# Caché
Caché é um sistema de gerenciamento de banco de dados proprietário, produzido pela  InterSystems, baseado na Tecnologia M. 
A empresa descreve o banco como pós-relacional, com as seguintes características:
- oferece uma visão relacional e orientada a objetos dos mesmos dados, sem necessidade de mapeamentos ou redundância.
- a arquitetura unificada do Caché suporta aplicativos orientados a objeto e relacionais utilizando SQL ANSI.
- O Caché permite rápido desenvolvimento de aplicações Web, processamento transacional de alta performance, escalabilidade maciça, e consultas em tempo real de dados transacionais, além de baixíssimas necessidades de manutenção

Caché suporta diversas linguagem de programação, entre elas ObjectScript, um superconjunto funcional da linguagem M (Padrão ANSI para a linguagem MUMPS). Por motivos de mercado, a empresa prefere manter o produto Caché afastado desse nome. Os principais clientes de Caché são hospitais e financeiras.
Na prática, Caché é a evolução a longo prazo da tecnologia M. Seu desempenho é considerado por muitos superior ao de SGDBRs tradicionais. 
A visão pós-relacional de Caché também pode ser vista como uma visão pré-relacional e atualmente seria melhor descrita como uma visão não-relacional já que internamente Caché guarda seus dados em matrizes multi-dimensionais capazes de carregar dados estruturados hierarquicamente. Curiosamente, a tecnologia adequada para modelo de dados hierárquico (Modelo hierárquico) sobreviveu tanto ao domínio de mercado do modelo relacional, quanto ao crescente uso de aplicações baseadas em bancos de dados NOSQL.